# Жаба-водоніс крапчаста
Жаба-водоніс крапчаста (Pyxicephalus adspersus) — вид земноводних з роду Жаба-водоніс родини Pyxicephalidae.

## Опис
Загальна довжина досягає 24,5 см та вага 1,4 кг. Спостерігається статевий диморфізм: самці більші за самиць. Голова велика із широким ротом. Зіниці горизонтальні. По зовнішньому вигляду нагадує рогаток. Тулуб великий, масивний. На спині та з боків розташовуються поздовжні складки шкіри різної довжини. Шкіра горбиста. Передні і задні кінцівки дуже м'язисті. Плавальні перетинки між пальцями майже не розвинені.
Забарвлення верхньої сторони тіла коливається від яскраво-зеленого до бурого, іноді з темними плямами або світлою смугою по хребту. Черево та низ голови й кінцівок жовтуваті, іноді з темними плямами на горлі.

## Спосіб життя
Полюбляє савани і рідколісся, зарості чагарників по берегах водойм. Веде наземний спосіб життя. Вдень заривається у землю. Вночі полює за невеликими зміями, щурами, мишами, жабами, безхребетними. Влітку впадає у сплячку. Доволі агресивна жаба, може кусатися або видавати звук на кшталт ревіння худоби.
Парування починається у сезон дощів. Самиця відкладає до 4000 яєць діаметром 2 мм. Пуголовки з'являються через 2 дні. Метаморфоз триває 2—3 тижні.
Тривалість життя до 45 років (у неволі).

## Розповсюдження
Мешкає в Анголі, Ботсвані, Кенії, Малаві, Демократичній Республіці Конго, Мозамбіку, Намібії, Замбії, Сомалі, Танзанії, Зімбабве, ПАР.